# 味鋺站
味鋺站（日语：／ Ajima eki */?）是一個位於愛知縣名古屋市北區東味鋺，屬於名古屋鐵道（名鐵）小牧線的鐵路車站。車站編號為KM12。
由於小牧線連接名古屋市營地下鐵上飯田線，因此在此站向南出發前往上飯田站途中，路軌會從地面前往地底。車站設施曾經由名鐵擁有，後來隨著建設上飯田連絡線，使站舍重建，重建後由上飯田連絡線株式會社擁有。

## 歷史
- 1931年（昭和6年）
  - 2月11日 - 名岐鐵道城北線車站啟用。
  - 4月29日 - 隨著新小牧站至犬山站之間開通，包括此站在內的上飯田站至犬山站之間區間名為大曾根線，新勝川站至此站之間名為勝川線。
- 1935年（昭和10年）8月1日 - 名岐鐵道和愛知電氣鐵道合併，名古屋鐵道成立，此站成為名古屋鐵道的車站。
- 1937年（昭和12年）2月1日 - 勝川線被廢除[3]。
- 1948年（昭和23年）11月1日前 - 車站無人化[4]。
- 1963年（昭和38年）
  - 4月1日 - 再次安排職員當值[5]（名鐵產業（日语：名鉄エリアパートナーズ）的味鋺代行站[6]，再次無人化時期不詳）。
  - 4月8日 - 車站大樓（鋼筋混凝土5層高建築物，2樓以上是職員宿舍和一般公寓）啟用[7]。
- 1988年（昭和63年）9月28日 - 新設列車交會設備[8]。
- 1996年（平成8年） - 開始動工建設上飯田連絡線。
- 1997年（平成9年）2月8日 - 隨著靠近味美站一方開設二子信號場，此站的交會設備被撤走，站內配線回復單線。
- 2003年（平成15年）3月27日 - 上飯田連絡線開業，現時的站舍開始營業。站內設置了自動售票機、檢票機、補票機，也開始接受在此站使用Tranpass（日语：トランパス (交通プリペイドカード)）。
  - 在當日前，於車站東南處曾經設有1面1線的臨時月台和路軌。
- 2011年（平成23年）2月11日 - 隨著IC卡「manaca」開始使用，此站也接受使用該IC卡。
- 2012年（平成24年）2月29日 - 隨著「Transpass」的服務終結，此站也不再接受使用Transpass。
- 2018年（平成30年）10月1日 - 開設使用敬老Pass（日语：敬老パス (名古屋市)）、福祉特別乘車券（日语：福祉特別乗車券 (名古屋市)），乘坐此站至上飯田之間的乘客，在後日退還費用的服務[9]。

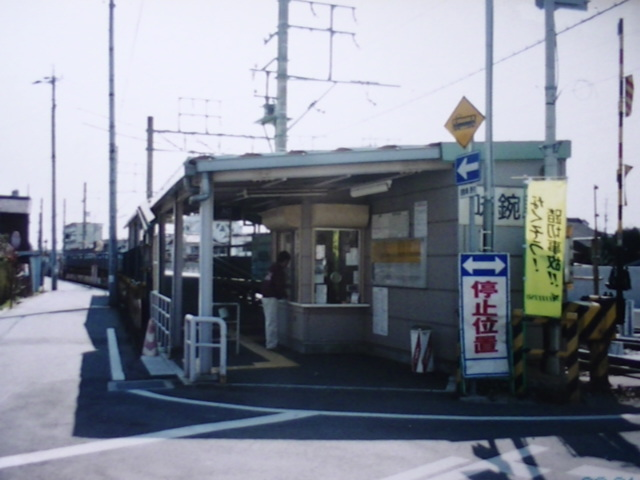
上飯田連絡線開業前的臨時站舍（2003年3月）

## 車站結構
對向式月台2面2線的跨站式站房。月台有效長度為6節，通常4節編組列車停靠時，不使用近犬山的2節。此站和上飯田站都是由名鐵管轄，但是站舍由上飯田連絡線擁有，因此與小牧線其他車站不同，平安通方向為1號月台，犬山方向為2號月台。
閘口層與地面及月台層的連結使用閘內外兼用的升降機。（同樣的升降機亦可見於大同町站的名古屋方向月台。）
此站是信號保安裝置的邊界，往犬山方向為ATS、平安通方向為ATC，並在此站切換。

### 月台配置
| 月台 | 路線   | 方向 | 目的地             |
| ---- | ------ | ---- | ------------------ |
| 1    | 小牧線 | 上行 | 上飯田、平安通方向 |
| 2    | 小牧線 | 下行 | 小牧、犬山方向     |

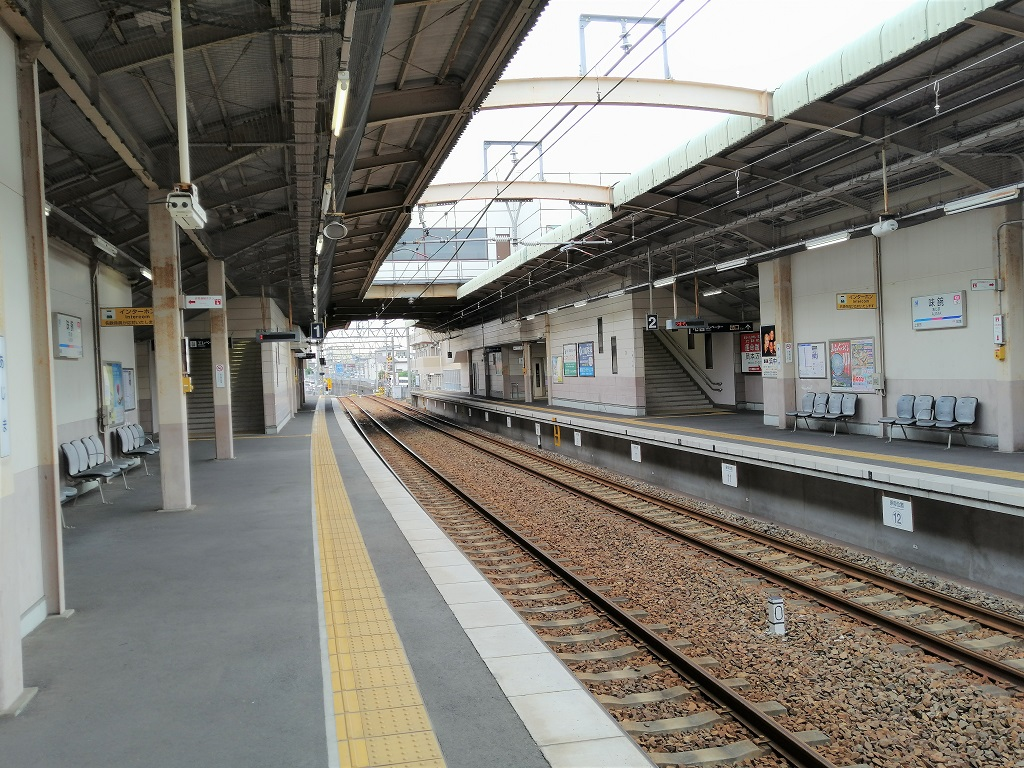
月台(2021年9月)
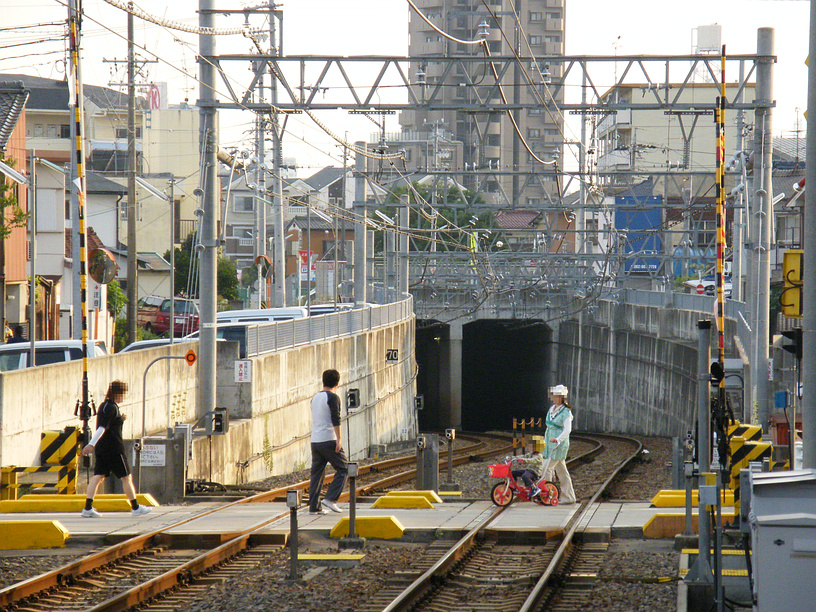
從月台南端望向地下區間入口（上飯田方向）
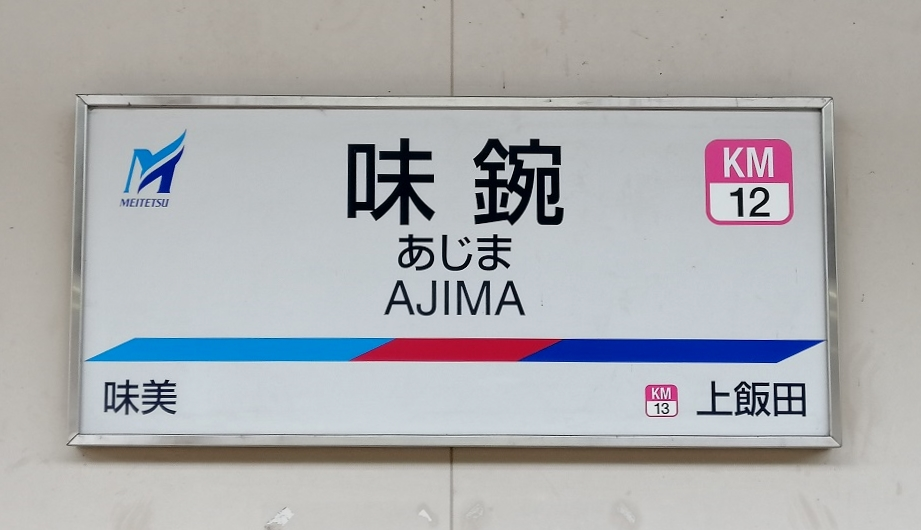
站名牌(2021年9月)

### 配線圖
| ← 上飯田、 平安通方向 | 味鋺站 站內配線略圖 | → 小牧、 犬山方向 |
| 图例 参考文献：       |                     |                   |

## 使用狀況
- 在中提及在2013年度，當時1日平均上下車人次為4,035人，為名鐵所有車站（275站）排名第105，小牧線（14站）中排名第5[12]。
- 在中提及在1992年度，當時1日平均上下車人次為2,173人，為除岐阜市內線均一車費區間內各站（岐阜市內線、田神線、美濃町線徹明町站至琴塚站之間）外名鐵所有車站（342站）中排名第167，小牧線（14站）排名第9[13]。

跟據《愛知縣統計書》、《愛知縣統計年鑑》、《小牧市統計年鑑》各號，以下為一日平均乘車人次和一日平均上下車人次變化：
| 年                 | 乘車人次 | 乘車人次 | 上下車人次 | 備註                              |
| 年                 | 總數     | 定期     | 上下車人次 | 備註                              |
| ------------------ | -------- | -------- | ---------- | --------------------------------- |
| 1949（昭和24）年度 | *384     |          | *879       | 該期間為1949年5月 - 1950年4月尾   |
| 1950（昭和25）年度 | *392     |          | *841       | 該期間為1949年11月 - 1950年10月尾 |
| 1951（昭和26）年度 | *519     |          | *1096      | [ 16 ]                            |
| 1952（昭和27）年度 | 544      |          | 1104       | [ 17 ]                            |
| 1953（昭和28）年度 | 416      |          | 836        | [ 18 ]                            |
| 1954（昭和29）年度 | 490      |          | 980        | [ 19 ]                            |
| 1955（昭和30）年度 | 617      |          | 1228       | [ 20 ]                            |
| 1956（昭和31）年度 | 603      |          | 1206       | [ 21 ]                            |
| 1957（昭和32）年度 | 614      |          | 1228       | [ 22 ]                            |
| 1958（昭和33）年度 |          |          |            |                                   |
| 1959（昭和34）年度 |          |          |            |                                   |
| 1960（昭和35）年度 |          |          |            |                                   |
| 1961（昭和36）年度 |          |          |            |                                   |
| 1962（昭和37）年度 |          |          |            |                                   |
| 1963（昭和38）年度 |          |          |            |                                   |
| 1964（昭和39）年度 |          |          |            |                                   |
| 1965（昭和40）年度 |          |          |            |                                   |
| 1966（昭和41）年度 |          |          |            |                                   |
| 1967（昭和42）年度 |          |          |            |                                   |
| 1968（昭和43）年度 |          |          |            |                                   |
| 1969（昭和44）年度 |          |          |            |                                   |
| 1970（昭和45）年度 |          |          |            |                                   |
| 1971（昭和46）年度 |          |          |            |                                   |
| 1972（昭和47）年度 |          |          |            |                                   |
| 1973（昭和48）年度 |          |          |            |                                   |
| 1974（昭和49）年度 |          |          |            |                                   |
| 1975（昭和50）年度 |          |          |            |                                   |
| 1976（昭和51）年度 |          |          |            |                                   |
| 1977（昭和52）年度 |          |          |            |                                   |
| 1978（昭和53）年度 | 1329     | 791      |            | [ 23 ]                            |
| 1979（昭和54）年度 | 1247     | 737      |            | [ 24 ]                            |
| 1980（昭和55）年度 | 1233     | 730      |            | [ 25 ]                            |
| 1981（昭和56）年度 | 1218     | 737      |            | [ 26 ]                            |
| 1982（昭和57）年度 | 1225     | 729      |            | [ 27 ]                            |
| 1983（昭和58）年度 | 1179     | 696      |            | [ 28 ]                            |
| 1984（昭和59）年度 | 1178     | 671      |            | [ 29 ]                            |
| 1985（昭和60）年度 | 1168     | 651      |            | [ 30 ]                            |
| 1986（昭和61）年度 | 1164     | 648      |            | [ 31 ]                            |
| 1987（昭和62）年度 | 1147     | 633      |            | [ 32 ]                            |
| 1988（昭和63）年度 | 1094     | 596      | 2164       | [ 33 ]                            |
| 1989（平成元）年度 | 1082     | 589      | 2142       | [ 34 ]                            |
| 1990（平成02）年度 | 1076     | 602      | 2128       | [ 35 ]                            |
| 1991（平成03）年度 | 1128     | 628      | 2235       | [ 36 ]                            |
| 1992（平成04）年度 | 1097     | 609      | 2173       | [ 37 ]                            |
| 1993（平成05）年度 | 1020     | 541      | 2025       | [ 38 ]                            |
| 1994（平成06）年度 | 956      | 501      | 1898       | [ 39 ]                            |
| 1995（平成07）年度 | 888      | 448      | 1763       | [ 40 ]                            |
| 1996（平成08）年度 | 826      | 401      | 1640       | [ 41 ]                            |
| 1997（平成09）年度 | 786      | 375      | 1560       | [ 42 ]                            |
| 1998（平成10）年度 | 731      | 372      | 1454       | [ 43 ]                            |
| 1999（平成11）年度 | 723      | 392      | 1439       | [ 44 ]                            |
| 2000（平成12）年度 | 686      | 372      | 1366       | [ 45 ]                            |
| 2001（平成13）年度 | 632      | 340      | 1260       | [ 46 ]                            |
| 2002（平成14）年度 | 625      | 323      | 1244       | 2003年3月27日，地下鐵上飯田線開業 |
| 2003（平成15）年度 | 1199     | 513      | 2406       | [ 48 ]                            |
| 2004（平成16）年度 | 1559     | 817      | 3107       | [ 49 ]                            |
| 2005（平成17）年度 | 1736     | 974      | 3451       | [ 50 ]                            |
| 2006（平成18）年度 | 1798     | 1041     | 3573       | [ 51 ]                            |
| 2007（平成19）年度 | 1854     | 1080     | 3688       | [ 52 ]                            |
| 2008（平成20）年度 | 1920     | 1151     | 3814       | [ 53 ]                            |
| 2009（平成21）年度 | 1896     | 1154     | 3766       | [ 54 ]                            |
| 2010（平成22）年度 | 1958     | 1219     | 3895       | [ 55 ]                            |
| 2011（平成23）年度 | 1960     | 1249     | 3881       | [ 56 ]                            |
| 2012（平成24）年度 | 1953     | 1387     | 3876       | [ 57 ]                            |
| 2013（平成25）年度 | 2031     | 1343     | 4035       | [ 58 ]                            |
| 2014（平成26）年度 | 2061     | 1387     | 4097       | [ 59 ]                            |
| 2015（平成27）年度 | 2151     | 1468     | 4282       | [ 60 ]                            |
| 2016（平成28）年度 | 2147     | 1471     | 4268       | [ 61 ]                            |
| 2017（平成29）年度 | 2226     | 1549     | 4417       | [ 62 ]                            |
| 2018（平成30）年度 | 2188     | 1507     | 4351       | [ 63 ]                            |
| 2019（令和元）年度 | 2186     | 1512     | 4350       | [ 64 ]                            |
| 2020（令和02）年度 | 1816     | 1317     | 3616       | [ 65 ]                            |
| 2021（令和03）年度 |          |          | 3662       | [ 66 ]                            |

* 以千人為單位的估算値
在上飯田連絡線開業後，使用人次大幅增加。

## 車站周邊
站前設有小型迴旋路，但是名古屋市營巴士、名鐵巴士等巴士路線不會駛入至站前。曾經名古屋市營巴士會駛至車站附近，在上飯田連絡線開業後便不再途經。另外，最近此站的市營巴士站是在車站約600米處的水分橋或水分橋（南）巴士站。
在開始建設上飯田連絡線前，附近有一些小規模商店和大型商業設施，近年部分商店已經結業。
- 名春中央醫院
- 新地藏川（日语：新地蔵川）
- 二子山古墳（日语：味美二子山古墳）
- 愛知縣道102號名古屋犬山線（日语：愛知県道102号名古屋犬山線）（木曾街道（日语：上街道 (木曽街道)））
- 二子山線（春日井市市道的通稱）

## 相鄰車站
名古屋鐵道
 小牧線
上飯田（KM13）－味鋺（KM12）－味美（KM11）

## 注腳
1. 1 2  . 名古屋鉄道.   [2017-07-12]. （原始内容存档于2024-04-05） （日语）.
2. ↑  日本鉄道旅行地図帳編集部 2008，第50頁.
3. ↑  日本鉄道旅行地図帳編集部 2008，第51頁.
4. ↑  名古屋鉄道広報宣伝部 1994，第877頁.
5. ↑  寺田裕一 2013，第258頁.
6. ↑  總理府統計局 (编). . 日本統計協會. 1968年11月: 1415. NDLJP: 8312613 （日语）.
7. ↑  名古屋鉄道広報宣伝部 1994，第462, 643頁.
8. ↑  名古屋鉄道広報宣伝部 1994，第1066頁.
9. ↑   (PDF). 名古屋市健康福祉局. 2018-07-02  [2023-11-19]. 原始内容存档于2021-10-22 （日语）.
10. 1 2 3  電氣車研究會、『鐵道Pictorail』通巻第816号 2009年3月 臨時増刊号 「特集 - 名古屋鉄道」、巻末折込「名古屋鉄道 配線略図」
11. 1 2  . 名古屋鉄道.   [2021-10-03]. （原始内容存档于2024-02-18） （日语）.
12. ↑  名鉄120年史編纂委員会事務局 2014，第160-162頁.
13. ↑  名古屋鉄道広報宣伝部 1994，第651-653頁.
14. ↑  《愛知縣統計書. 昭和24年》、（國立國會圖書館數碼化收藏）
15. ↑  愛知縣（編）《愛知縣統計年鑑 昭和27年刊行》、愛知縣、1952年、333頁
16. ↑  愛知縣（編）《愛知縣統計年鑑 昭和28年刊行》、愛知縣、1953年、317頁
17. ↑  愛知縣（編）《愛知縣統計年鑑 昭和29年刊行》、愛知縣、1954年、336頁
18. ↑  愛知縣（編）《愛知縣統計年鑑 昭和30年刊行》、愛知縣、1955年、312頁
19. ↑  愛知縣（編）《愛知縣統計年鑑 昭和31年刊行》、愛知縣、1956年、309頁
20. ↑  愛知縣（編）《愛知縣統計年鑑 昭和32年刊行》、愛知縣、1957年、326頁
21. ↑  愛知縣（編）《愛知縣統計年鑑 昭和33年刊行》、愛知縣、1958年、341頁
22. ↑  愛知縣（編）《愛知縣統計年鑑 昭和34年刊行》、愛知縣、1959年、385頁
23. ↑  愛知縣企劃部統計課（編）《愛知縣統計年鑑 昭和55年刊》、愛知縣、1980年、223頁
24. ↑  愛知縣企劃部統計課（編）《愛知縣統計年鑑 昭和56年刊》、愛知縣、1981年、229頁
25. ↑  愛知縣企劃部統計課（編）《愛知縣統計年鑑 昭和57年刊》、愛知縣、1982年、241頁
26. ↑  愛知縣企劃部統計課（編）《愛知縣統計年鑑 昭和58年刊》、愛知縣、1983年、225頁
27. ↑  愛知縣企劃部統計課（編）《愛知縣統計年鑑 昭和59年刊》、愛知縣、1984年、225頁
28. ↑  愛知縣企劃部統計課（編）《愛知縣統計年鑑 昭和60年刊》、愛知縣、1985年、243頁
29. ↑  愛知縣企劃部統計課（編）《愛知縣統計年鑑 昭和61年刊》、愛知縣、1986年、237頁
30. ↑  愛知縣企劃部統計課（編）《愛知縣統計年鑑 昭和62年刊》、愛知縣、1987年、225頁
31. ↑  愛知縣企劃部統計課（編）《愛知縣統計年鑑 昭和63年刊》、愛知縣、1988年、225頁
32. ↑  愛知縣企劃部統計課（編）《愛知縣統計年鑑 平成元年刊》、愛知縣、1989年、227頁
33. ↑  小牧市總務部企劃課（編）《小牧市統計年鑑 平成元年版 第24回、1990年、60-61頁
34. ↑  小牧市總務部企劃課（編）《小牧市統計年鑑 平成2年版 第25回、1990年、54-55頁
35. ↑  小牧市總務部企劃課（編）《小牧市統計年鑑 平成3年版 第26回、1991年、54-55頁
36. ↑  小牧市總務部企劃課（編）《小牧市統計年鑑 平成4年版 第27回、1992年、54-55頁
37. ↑  小牧市總務部企劃課（編）《小牧市統計年鑑 平成5年版 第28回、1993年、56-57頁
38. ↑  小牧市企劃財務部企劃課（編）《小牧市統計年鑑 平成6年版 第29回、1994年、56-57頁
39. ↑  小牧市企劃財務部企劃課（編）《小牧市統計年鑑 平成7年版 第30回、1995年、56-57頁
40. ↑  小牧市企劃財務部企劃課（編）《小牧市統計年鑑 平成8年版 第31回、1996年、56-57頁
41. ↑  小牧市企劃財務部企劃課（編）《小牧市統計年鑑 平成9年版 第32回、1997年、56-57頁
42. ↑  小牧市企劃財務部企劃課（編）《小牧市統計年鑑 平成10年版 第33回、1998年、56-57頁
43. ↑  小牧市企劃財務部企劃課（編）《小牧市統計年鑑 平成11年版 第34回、1999年、56-57頁
44. ↑  小牧市企劃部情報管理課（編）《小牧市統計年鑑 平成12年版 第35回、2000年、56-57頁
45. ↑  小牧市企劃部情報系統課（編）《小牧市統計年鑑 平成13年版 第36回、2001年、56-57頁
46. ↑  小牧市企劃部情報系統課（編）《小牧市統計年鑑 平成14年版 第37回、2002年、56-57頁
47. ↑  小牧市企劃部情報系統課（編）《小牧市統計年鑑 平成15年版 第38回、2003年、56-57頁
48. ↑  小牧市企劃部情報系統課（編）《小牧市統計年鑑 平成16年版 第39回、2004年、56-57頁
49. ↑  小牧市企劃部情報系統課（編）《小牧市統計年鑑 平成17年版 第40回、2005年、56-57頁
50. ↑  小牧市企劃部情報系統課（編）《小牧市統計年鑑 平成18年版 第41回、2006年、56-57頁
51. ↑  小牧市企劃部情報系統課（編）《小牧市統計年鑑 平成19年版 第42回、2007年、56-57頁
52. ↑  小牧市企劃部情報系統課（編）《小牧市統計年鑑 平成20年版 第43回、2008年、56-57頁
53. ↑  小牧市企劃部情報系統課（編）《小牧市統計年鑑 平成21年版 第44回、2009年、56-57頁
54. ↑  小牧市企劃部情報系統課（編）《小牧市統計年鑑 平成22年版 第45回、2010年、56-57頁
55. ↑  小牧市情報系統課（編）《小牧市統計年鑑 平成23年版 第46回、2011年、54-55頁
56. ↑  小牧市情報系統課（編）《小牧市統計年鑑 平成24年版 第47回、2012年、52-53頁
57. ↑  小牧市情報系統課（編）《小牧市統計年鑑 平成25年版 第48回、2013年、50-51頁
58. ↑  小牧市情報系統課（編）《小牧市統計年鑑 平成26年版 第49回、2014年、48-49頁
59. ↑  小牧市情報系統課（編）《小牧市統計年鑑 平成27年版 第50回、2015年、48-49頁
60. ↑  小牧市情報系統課（編）《小牧市統計年鑑 平成28年版 第51回、2016年、48-49頁
61. ↑  小牧市情報系統課（編）《小牧市統計年鑑 平成29年版 第52回、2018年、48-49頁
62. ↑  小牧市情報系統課（編）《小牧市統計年鑑 平成30年版 第53回、2019年、46-47頁
63. ↑  小牧市總務課（編）《小牧市統計年鑑 令和元年版 第54回、2020年、46-47頁
64. ↑  小牧市總務課（編）《小牧市統計年鑑 令和2年版 第55回、2021年、46-47頁
65. ↑  小牧市總務課（編）《小牧市統計年鑑 令和3年版 第56回、2022年、46-47頁
66. ↑   (PDF). 名古屋鉄道.   [2022-08-15]. （原始内容 (PDF)存档于2022-07-23） （日语）.

## 外部連結
- 味鋺 - 名古屋鐵道